# Carlos Campos
Pour les articles homonymes, voir Campos.
Ne doit pas être confondu avec Juan Carlos Campo.
Carlos Campos Sánchez ou Carlos Campos Silva (né le 14 février 1937 à Santiago (Chili) et mort le 11 novembre 2020 à Ovalle) est un joueur de football chilien, qui évoluait au poste d'attaquant.

## Biographie
Surnommé Le Tank, Carlos Campos est resté fidèle durant toute sa carrière au club de l'Universidad de Chile. Réputé bon balle au pied et gardant son sang-froid, il était également bon dans les duels avec les gardiens.
Il a en tout inscrit avec le club de la « U » 184 buts, et a joué douze matchs avec la sélection chilienne.
Il est le joueur ayant inscrit le plus de buts contre les rivaux de la « U » lors des derby de Santiago, dont treize contre Colo-Colo (16) et dix contre l'Universidad Católica (14). Il a fait partie de l'effectif légendaire de la « U », six fois champions entre 1959 et 1969, dominant par la même occasion le football sud-américain.

## Palmarès
| Saison | Club                 | Titre                     |
| ------ | -------------------- | ------------------------- |
| 1959   | Universidad de Chile | Primera División de Chile |
| 1962   | Universidad de Chile | Primera División de Chile |
| 1964   | Universidad de Chile | Primera División de Chile |
| 1965   | Universidad de Chile | Primera División de Chile |
| 1967   | Universidad de Chile | Primera División de Chile |
| 1969   | Universidad de Chile | Tazza Francisco Candelori |
| 1969   | Universidad de Chile | Primera División de Chile |